# Andine Knollenbohne

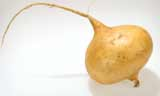
Wurzelknolle

Die Andine Knollenbohne, Ahipa (Pachyrhizus ahipa, Syn.: Dolichos ahipa Wedd.) ist eine Pflanzenart aus der Gattung der Yambohnen (Pachyrhizus) in der Familie der Hülsenfrüchtler (Fabaceae).
Die Andine Knollenbohne hat ihren Ursprung im gebirgigen Südamerika (von den Anden stammt der deutsche Trivialname ab), wo sie von den Inka genutzt wurde. Sie gedeiht in Höhenlagen von 1000 bis über 2500 Meter und damit bei gemäßigten Temperaturen. Es werden hauptsächlich die Knollen gegessen, aber auch, obwohl sie giftig sind, werden die Hülsen und Samen genutzt. Heute wird sie nur noch selten angebaut.

## Beschreibung
Pachyrhizus ahipa ist eine ausdauernde, aufrechte bis halbaufrechte und krautige Pflanze, die Wuchshöhen von 40 bis 60 Zentimeter erreicht, windende Formen werden bis etwa 0,6–2 Meter lang oder hoch. Sie ist, anders als die restlichen Arten der Gattung keine Kletterpflanze. Sie bilden bis 15 Zentimeter lange, rettichförmige Knollen als Überdauerungsorgane und als Wasserspeicher. Sie wird aber als einjährige Pflanze angebaut, weil die ganze Pflanze wegen der Knollen abgeerntet wird und im Folgejahr eine Neuaussaat erforderlich ist. Die kleine, regelmäßig geformte Knolle besitzt eine gelbliche Schale, weißes, faserdurchzogenes „Fleisch“ und wiegt zwischen 500 und 800 g. 
Die gestielten Laubblätter sind dreizählig. Die meist ganzrandigen, meist spitzen Blättchen sind eiförmig bis breit-dreieckig, sowie mit teils ungleicher Spreite. Es sind Nebenblätter und -blättchen ausgebildet.
Der kurze, achselständige und traubige Blütenstand weist eine Länge von etwa 4–9 cm auf und enthält nur wenige Blüten. Die zwittrigen, kurz gestielten Schmetterlingsblüten sind zygomorph. Der Kelch ist zweilippig und die Krone ist weiß oder violett. 
Es wird eine etwa 8 bis 17 cm lange, an den Samen etwas eingeschnürte und kurz bespitzte Hülsenfrucht gebildet, die rotbraune bis schwarze oder weiß-schwarze, rundliche bis leicht nierenförmige, etwas abgeflachte und glatte Samen mit etwa 1 cm Durchmesser enthält.

## Taxonomie
Die Andine Knollenbohne wurde 1857 von Hugh Algernon Weddell in Annales des Sciences Naturelles; Botanique Serie 4 Band 7 Seite 113 als Dolichos ahipa erstbeschrieben. Die Art wurde 1935 von Lorenzo Raimundo Parodi in Anales de la Academia Nacional de Agronomia y Veterinaria de Buenos Aires Band 1 Seite 137 als Pachyrhizus ahipa (Wedd.) Parodi in die Gattung Pachyrhizus gestellt.

## Nutzung
Die Knollen werden sehr vielseitig zubereitet: roh in Salaten, gekocht und frittiert.
Die Hülsenfrüchte können nur gegart gegessen werden, weil dadurch das giftige Rotenon entfernt wird.
Aus den Samen kann Öl gewonnen werden.
Auf Grund ihrer Rotenon-Gehalte finden Hülsenfrüchte und Samen Verwendung als Insektizid, Akarizid und ihre Saponine wirken als Fischgift.